# Monocerotesa connexa
Monocerotesa connexa är en fjärilsart som beskrevs av W. Warren 1901. Monocerotesa connexa ingår i släktet Monocerotesa och familjen mätare. Inga underarter finns listade i Catalogue of Life.